# Governor's Trophy
Governor's Trophy byla trofej každoročně udělována nejvýznačnějšímu obránci působícím v IHL. O trofej hlasovali trenéři klubu. První předaní trofeje proběhlo v roce 1965, po téměř 34 letech se trofej přejmenovala na Larry D. Gordon Trophy.

## Vítěz
| Governor's Trophy      | Governor's Trophy         | Governor's Trophy       |
| Sezóna                 | Hráč                      | Tým                     |
| ---------------------- | ------------------------- | ----------------------- |
| 1964-65                | Lionel Repka              | Fort Wayne Komets       |
| 1965-66                | Bob Lemieux               | Muskegon Mohawks        |
| 1966-67                | Larry Mavety              | Port Huron Flags        |
| 1967-68                | Carl Brewer               | Muskegon Mohawks        |
| 1968-69                | Moe Benoit & Alain Beaulé | Dayton Gems             |
| 1969-70                | John Gravel               | Toledo Blades           |
| 1970-71                | Bob LePage                | Des Moines Oak Leafs    |
| 1971-72                | Rick Pagnutti             | Fort Wayne Komets       |
| 1972-73                | Bob McCammon              | Port Huron Wings        |
| 1973-74                | Dave Simpson              | Dayton Gems             |
| 1974-75                | Murray Flegel             | Muskegon Mohawks        |
| 1975-76                | Murray Flegel             | Muskegon Mohawks        |
| 1976-77                | Tom Mellor                | Toledo Goaldiggers      |
| 1977-78                | Michel Lachance           | Milwaukee Admirals      |
| 1978-79                | Guido Tenesi              | Grand Rapids Owls       |
| 1979-80                | John Gibson               | Saginaw Gears           |
| 1980-81                | Larry Goodenough          | Saginaw Gears           |
| 1981-82                | Don Waddell               | Saginaw Gears           |
| 1982-83                | Jim Burton                | Fort Wayne Komets       |
| 1982-83                | Kevin Willison            | Milwaukee Admirals      |
| 1983-84                | Kevin Willison            | Milwaukee Admirals      |
| 1984-85                | Lee Norwood               | Peoria Rivermen         |
| 1985-86                | Jim Burton                | Fort Wayne Komets       |
| 1986-87                | Jim Burton                | Fort Wayne Komets       |
| 1987-88                | Phil Bourque              | Muskegon Lumberjacks    |
| 1988-89                | Randy Boyd                | Milwaukee Admirals      |
| 1989-90                | Brian Glynn               | Salt Lake Golden Eagles |
| 1990-91                | Brian McKee               | Fort Wayne Komets       |
| 1991-92                | Jean-Marc Richard         | Fort Wayne Komets       |
| 1992-93                | Bill Houlder              | San Diego Gulls         |
| 1993-94                | Darren Veitch             | Peoria Rivermen         |
| 1994-95                | Todd Richards             | Las Vegas Thunder       |
| 1995-96                | Greg Hawgood              | Las Vegas Thunder       |
| 1996-97                | Brad Werenka              | Indianapolis Ice        |
| 1997-98                | Dan Lambert               | Long Beach Ice Dogs     |
| Larry D. Gordon Trophy |                           |                         |
| Sezóna                 | Hráč                      | Tým                     |
| 1998-99                | Greg Hawgood              | Houston Aeros           |
| 1999-00                | Brett Hauer               | Manitoba Moose          |
| 2000-01                | Brett Hauer               | Manitoba Moose          |